# Kabinet doktora Kaligarija
Kabinet doktora Kaligarija je nemački nemi horor film iz 1920. godine, režisera Roberta Vinea, prema scenariju koji su napisali Hans Janovic i Karl Majer. Kvintesencijalno delo ranog nemačkog ekspresionističkog filma, Kabinet doktora Kaligarija govori o ludom hipnotizeru (Verner Kraus) koji koristi hipnotisanog mesečara (Konrad Fajt) da izvrši ubistva. Film se odlikuje mračnim, izvitoperenim vizuelnim stilom, sa šiljatim oblicima; kosim, zakrivljenim linijama; strukturama i pejzažima koji se naginju i uvijaju pod neobičnim uglovima; kao i senkama i trakama svetlosti koje su direktno oslikane na scenografiji. Scenografija je „antirealistična, klaustrofobična” i „oštra”, spojena sa „grozničavom anksioznošću [koja je] ušla u vokabular filmskih stvaralaca i publike”, posebno tokom Vajmarske republike, u čijem je periodu film smešten.
Scenario je inspirisan raznim iskustvima iz života Janovica i Majera, dvojice pacifista koji su, nakon vojničkih iskustava u Prvom svetskom ratu, izgubili poverenje u autoritet. Film koristi formu priče u okviru priče, sa prologom i epilogom koji se završavaju neočekivanim obrtom. Janovic je tvrdio da je taj narativni okvir scenaristima bio nametnut protiv njihove volje. Dizajn filma osmislili su Herman Varm, Valter Rajman i Valter Rerig, koji su preporučili fantastični, grafički stil umesto naturalističkog.
Film tematizuje brutalnu i iracionalnu vlast. Pisci i naučnici tvrde da film odražava podsvesnu potrebu nemačkog društva za tiraninom, te da je primer nemačke poslušnosti prema autoritetu i nespremnosti na pobunu protiv sumanute vlasti. Neki kritičari tumače lik Kaligarija kao personifikaciju nemačke ratne vlade, dok Cezare simbolizuje običnog čoveka, uslovljenog – poput vojnika – da ubija. Ostale teme filma uključuju narušeni kontrast između ludila i razuma, subjektivnu percepciju stvarnosti i dualnost ljudske prirode.
Kabinet doktora Kaligarija je izašao u trenutku kada su strane filmske industrije počele da ublažavaju ograničenja na uvoz nemačkih filmova nakon Prvog svetskog rata, pa je prikazivan i u inostranstvu. Izveštaji se razlikuju po pitanju njegovog komercijalnog i kritičkog uspeha prilikom izlaska, ali savremeni filmski kritičari i istoričari uglavnom ga hvale kao revolucionarno ostvarenje. Film je zauzeo 12. mesto na prestižnoj listi „Brussels 12” na Svetskoj izložbi 1958. godine. Kritičar Rodžer Ibert ga je nazvao verovatno „prvim pravim horor filmom”, a recenzent Deni Piri ga je označio kao prvi kultni film i preteču arthaus filmova. Film je pomogao da se privuče svetska pažnja na umetničku vrednost nemačke kinematografije i imao je veliki uticaj na američku kinematografiju, naročito u žanrovima horora i filma noar.

## Radnja
U onome što izgleda kao park, Francis sedi na klupi sa starijim čovekom koji se žali da su ga duhovi oterali od porodice i doma. Kada pored njih prođe rastrojena žena, Francis objašnjava da je to njegova „verenica” Džejn i da su preživeli veliku nevolju. Veći deo ostatka filma predstavlja flešbek Francisove priče, koja se dešava u Holstenvalu, mračnom selu ispunjenom izvitoperenim zgradama i spiralnim ulicama.
Francis i njegov prijatelj Alan, koji se takmiče za Džejninu naklonost, planiraju da posete vašar u gradu. U međuvremenu, misteriozni čovek po imenu doktor Kaligari traži dozvolu od nepristojnog gradskog pisara da predstavi spektakl na vašaru, koji uključuje Cezarea, mesečara. Pisar viče na Kaligarija da sačeka, ali na kraju odobrava dozvolu. Te noći, pisar biva izboden nožem u svom krevetu.
Sledećeg jutra, Francis i Alan posećuju Kaligarijevu atrakciju, gde on otvara sanduk nalik kovčegu i otkriva uspavanog Cezarea. Na Kaligarijevu zapovest, Cezare se budi i odgovara na pitanja publike. Uprkos Francisovim protestima, Alan pita: „Koliko dugo ću živeti?” Na Alanovo užasavanje, Cezare odgovara: „Do svitanja.” Kasnije te noći, jedna prilika provaljuje u Alanov dom i ubija ga nožem u krevetu. Shrvani Francis započinje istragu Alanovog ubistva uz pomoć Džejn i njenog oca, doktora Olsena, koji dobija dozvolu policije da istraži mesečara. Te noći, policija hvata kriminalca sa nožem u pokušaju da ubije stariju ženu. Na ispitivanju kod Francisa i doktora Olsena, kriminalac priznaje da je pokušao da ubije ženu, ali negira bilo kakvu umešanost u prethodna dva ubistva; samo je pokušao da iskoristi situaciju da skrene sumnju sa sebe.
Noću, Francis špijunira Kaligarija i vidi ono što izgleda kao Cezare koji spava u sanduku. Međutim, pravi Cezare se šunja u Džejninu kuću dok ona spava. Podigne nož da je ubije, ali je umesto toga otima nakon borbe i izvlači kroz prozor na ulicu. Gonjen besnom gomilom, Cezare na kraju ispušta Džejn i beži; ubrzo se sruši i umire od iscrpljenosti. Francis potvrđuje da je kriminalac koji je priznao pokušaj ubistva starice još uvek u zatvoru i da nije mogao biti napadač na Džejn. Francis i policija istražuju Kaligarijeve stvari i otkrivaju da je „Cezare” koji spava u sanduku zapravo samo lutka. Kaligari beži u nastaloj zbrci. Francis ga prati i vidi da Kaligari ulazi u ludnicu.
Daljom istragom, Francis je šokiran kada sazna da je Kaligari direktor ludnice. Uz pomoć osoblja ustanove, Francis proučava direktorove spise i dnevnik dok on spava. Zapisi otkrivaju njegovu opsesiju pričom o mistiku iz 18. veka po imenu Kaligari, koji je koristio mesečara po imenu Cezare da izvrši ubistva u gradovima severne Italije. Direktor, pokušavajući da razume tog ranijeg Kaligarija, eksperimentiše na mesečaru primljenom u ustanovu, koji postaje njegov Cezare. Direktor vrišti: „Moram da postanem Kaligari!” Nakon flešbeka, Francis i doktori pozivaju policiju u Kaligarijevu kancelariju, gde mu pokazuju Cezareovo telo. Kaligari tada napada jednog člana osoblja. Biva savladan, vezan u ludačku košulju i postaje pacijent u sopstvenoj ustanovi.
Film se vraća u sadašnjost, gde Francis završava svoju priču. Otkriva se da je Francis zapravo pacijent u ludnici. Džejn i Cezare su takođe pacijenti; Džejn veruje da je kraljica, dok Cezare nije mesečar već budan, miran i ne deluje opasno. Čovek kojeg Francis naziva „doktor Kaligari” zapravo je direktor ustanove. Francis ga napada i biva vezan u ludačku košulju, zatim stavljen u istu ćeliju u kojoj je Kaligari bio zatvoren u njegovoj priči. Direktor ustanove tada izjavljuje da sada razume Francisovu iluziju i da veruje da može da ga izleči.

## Uloge
- Verner Kraus kao doktor Kaligari
- Konrad Fajt kao Cezare
- Fridrih Feher kao Francis
- Lil Dagover kao Džejn
- Hans Hajnrih fon Tvardovski kao Alan
- Rudolf Letinger kao doktor Olsen

## Spoljašnje veze
- The Cabinet of Dr. Caligari na sajtu  (jezik: engleski)
- Kabinet doktora Kaligarija dostupan za besplatno preuzimanje sa sajta  [više]
- The Cabinet of Dr. Caligari na sajtu AllMovie (jezik: engleski)
- ,  (језик: енглески)
- (језик: енглески)
- — radnja filma (језик: енглески)
- — recenzija (језик: енглески)